# Der Prinz von Homburg

Besetzungszettel vom 15. Juni 1960 mit den Mitwirkenden der Uraufführung

Der Prinz von Homburg ist eine Oper in drei Akten von Hans Werner Henze. Das Libretto von Ingeborg Bachmann basiert auf Kleists Schauspiel Prinz Friedrich von Homburg oder die Schlacht bei Fehrbellin.

## Handlung

### 1. Akt
Die Oper spielt im Jahre 1675 bei Fehrbellin und Berlin. Der Prinz von Homburg befindet sich in einem traumwandlerischen Zustand am Vorabend der Schlacht bei Fehrbellin im Schlosspark. Er windet sich einen Lorbeerkranz und wähnt sich bereits als Sieger. Der Kurfürst beobachtet ihn zunächst, nimmt ihm dann den Kranz aus der Hand, schlingt seine Halskette darum und reicht ihn seiner Nichte Natalie. Sie weicht zurück, als der Prinz auf sie zutritt und sagt: „Natalie, mein Mädchen, meine Braut“. Er greift nach ihr, kann aber lediglich ihren Handschuh festhalten. Der Prinz ist verwirrt und erzählt Hohenzollern, was er kurz zuvor im Traum gesehen hat.
Feldmarschall Dörfling gibt die Befehle für die bevorstehende Schlacht gegen die Schweden aus. So soll der Prinz erst dann in das Gefecht eingreifen, wenn der Kurfürst durch einen Offizier dazu den Befehl erteilt. Der Prinz ist unaufmerksam, denkt die ganze Zeit an Natalie und den bevorstehenden Dank.
Von einem Hügel aus beobachtet der Prinz den Verlauf der Schlacht. Als sich der Sieg bereits abzeichnet, gibt er das Zeichen zum Angriff, obwohl keine Direktive des Kurfürsten eingetroffen ist. Die Szene verdunkelt sich; ein Orchesterzwischenspiel interpretiert den weiteren Verlauf der Schlacht. Nachdem es wieder hell geworden ist, erscheinen Natalie und die Kurfürstin. Man unterrichtet sie über den errungenen Sieg, aber auch über den Tod des Kurfürsten. Homburg versichert den Frauen seine Unterstützung, worauf Natalie sich vertrauensvoll an ihn schmiegt. Plötzlich erfahren sie, dass der Kurfürst noch am Leben ist. Er hatte kurz zuvor sein Pferd mit einem Untergebenen getauscht. Er spricht über denjenigen, der eigenmächtig in den Kampf eingegriffen hat, die Todesstrafe aus. Zur allgemeinen Bestürzung wird dem Prinzen der Degen abgenommen.

### 2. Akt
Hohenzollern besucht Homburg im Gefängnis und teilt ihm mit, dass das Kriegsgericht das Todesurteil über ihn verhängt hat. Der Prinz aber will nicht resignieren und vertraut auf die Gnade des Kurfürsten. Hohenzollern weist darauf hin, dass Natalie als Unterpfand des Friedens mit dem König von Schweden vermählt werden soll. Homburg erkennt schlagartig den Ernst seiner Lage. Auf Anraten Hohenzollerns begibt sich Homburg zur Kurfürstin. Auf dem Weg kommt er an einem frisch ausgehobenen Grab vorbei, von dem er denkt, dass es für ihn selbst bestimmt ist. Er versichert der Kurfürstin, dass er nur um sein Leben bitte, und dafür sogar zum Verzicht auf Natalie bereit ist.
Natalie ihrerseits ist zum Kurfürsten gegangen und bittet um Gnade für ihren Geliebten. Falls Homburg eine Erklärung abgibt, dass er das Urteil für ungerechtfertigt hält, will der Fürst ihn begnadigen. Der Prinz aber will davon nichts wissen. Natalie hat das Regiment Oranien, dem sie vorsteht, nach Berlin beordert. Das Offizierskorps wird beim Kurfürsten vorstellig und bittet um Gnade für den Prinzen. Homburg aber erklärt, er sei bereit für seine Versäumnisse einzustehen.

### 3. Akt
Nachdem Homburg abgeführt wurde, fragt der Kurfürst die Offiziere, ob sie dem Prinzen noch einmal vertrauen können. Sie bejahen dies nachdrücklich, worauf der Kurfürst das Todesurteil zerreißt.
Nach einem längeren Orchesterzwischenspiel sieht man den Prinzen, der an der gleichen Stelle des Gartens, an dem er sich im ersten Akt befand, den Tod erwartet. Der Kurfürst samt seinem Gefolge nähert sich ihm. Natalie drückt ihm den Lorbeerkranz aufs Haupt. Die Verheißungen des Traumgesichts sind Wirklichkeit geworden.